# République Juste
 (décembre 2024).
République Juste (russe : Справедли́вая Респýблика) est un parti politique de la République de Transnistrie, créé le 3 juillet 2007 par trois membres du Conseil suprême. Le parti se revendique comme un parti d’opposition de gauche.
L'avocat Yuriy Gervasyuk, membre du parlement de Transnistrie, a été élu président du parti lors du congrès fondateur du 3 juillet 2007. Galina Antyufeyeva, présidente du comité législatif parlementaire et épouse du ministre de la sécurité Vladimir Antyufeyev, a également rejoint « Pridnestrovié juste » ainsi que Valeri Ponomarenko. Ponomarenko est un député nouvellement élu au parlement de Transnistrie, qui s'est présentée comme candidat indépendant contre la belle-fille d'Igor Smirnov, Marina Smirnova, lors d'une élection partielle en juin 2007.
Le parti coopère étroitement avec le parti politique russe Russie Juste, qui, selon Gervasyuk, « est prêt à coopérer et à soutenir ses collègues de la Pridnestrovié ». Le parti entend combiner le socialisme avec le patriotisme et est favorable à une Transnistrie indépendante.